# Champeaux (Senna e Marna)
Champeaux è un comune francese di 778 abitanti situato nel dipartimento di Senna e Marna nella regione dell'Île-de-France.

## Società

### Evoluzione demografica
Abitanti censiti